# Kwese (langue)
Pour les articles homonymes, voir Kwese.
Le kwese (ou kikwese) est une langue bantoue parlée en République démocratique du Congo par les Kwese.
Le nombre total de locuteurs est d'environ 60 000.

## Répartition géographique
Le kwese est parlé dans le territoire de Gungu dans la province du Kwilu, entre la Kwenge et la Lutshima aux environs de Kingandu et Kikombo.

## Dialectes
L’Atlas linguistique d'Afrique centrale dénombre les variantes et dialectes suivants :
- gikwá moshinga ;
- gikwá ndala ;
- gikwá samba.